# Åsele (commune)
La commune d'Åsele est une commune suédoise du comté de Västerbotten. 2794 personnes y vivent. Son chef-lieu se situe à Åsele.

## Géographie
La rivière Ångerman, venant de Vilhelmina, traverse la municipalité d'Åsele. De nombreuses centrales électriques y sont construites. La ville d'Åsele est située au centre de la municipalité.

## Histoire
Le territoire de la municipalité d'Åsele a d'abord été peuplé par des Samis. Le premier établissement suédois  se trouvait à Gafsele, au sud d'Åsele.
En 1974, l'ancien bourg (köping) d'Åsele a été fusionné avec Dorotea et Fredrika. En 1980, la partie de Dorotea a été détachée, formant ainsi une nouvelle municipalité de Dorotea.

## Localités principales
- Åsele
- Fredrika